# Vay (Loire-Atlantique)
Vay település Franciaországban, Loire-Atlantique megyében. Lakosainak száma 2084 fő (2022. január 1.). Vay Marsac-sur-Don, Blain, Le Gâvre, Nozay és La Grigonnais községekkel határos.

## Népesség
A település népessége az elmúlt években az alábbi módon változott:
| Lakosok száma | 1219 | 1119 | 1122 | 1725 | 2047 | 2071 | 2046 | 2051 | 2051 | 2084 |
|               | 1968 | 1982 | 1990 | 2006 | 2013 | 2015 | 2017 | 2019 | 2020 | 2022 |